# Katedrala Srca Isusova (Sarajevo)
Katedrala Srca Isusova poznata i kao Sarajevska katedrala je rimokatolička katedrala u Sarajevu sagrađena 1889. godine. Najveća je katedrala u Bosni i Hercegovini i sjedište je Vrhbosanske nadbiskupije. Smještena je u opštini Stari grad.
Projekat za izgradnju Katedrale uradio je Josip Vancaš kombinujući elemente romanike i gotike i tako stvorio sintezu po kojoj se ovaj objekat izdvaja od ostalih te vrste. Po tom projektu urađen je i dio enterijera. Izgradnja objekta je započela 1884. godine, a 1889. godine objekat je završen i predat na upotrebu sarajevskoj gradskoj opštini. Katedrala je izgrađena na mjestu nekadašnjeg janjičarskog logora gdje je austro-ugarska uprava namjeravala da sagradi gradsku pijacu.
Trg ispred katedrale nosi naziv Trg fra Grga Martića i na njemu se nalazi spomenik papi Jovanu Pavlu II, koji je posjetio Sarajevo 1997. godine.

## Izgled
U pročelju katedrale nalaze se dva 43,2 metra visoka zvonika, kvadratičnog presjeka. Unutar njih se nalaze zvona i to u zapadnom jedno zvono teško 2,5 tone, a u istočnom pet manjih zvona. Dužina katedrale iznosi 41,9 m, a širina 21,3 m.
Iznad glavnog ulaza ističe se luk i bogato dekorisana rozeta sa dekorativnim staklenim vitražom, a u sklopu donjeg dijela rozete nalazi se kip Srca Isusova. Iznad glavnih ulaznih vrata nalazi se reljef Presvetog Trojstva.

## Zanimljivosti
Na grbu kantona Sarajevo nalazi se motiv sa rozete koja se nalazi iznad glavnog ulaza, kobinovan sa alkom sa vrata Svrzine kuće.

## Sahranjene ličnosti
- Ivan Šarić
- Josip Štadler

## Galerija
- Unutrašnjost
- Vitraž

## Spoljašnje veze
- Katolička Tiskovna Agencija
- Katedrala Srca Isusova - lokacija i informacije[мртва веза]